# Ganganhal, Koppal
Ganganhal là một làng thuộc tehsil Koppal, huyện Koppal, bang Karnataka, Ấn Độ.